# آدولف کوتله
لامبر آدولف ژاک کِتله (کوتله) (به فرانسوی: Lambert Adolphe Jacques Quételet) ‏ (زادهٔ ۲۲ فوریهٔ ۱۷۹۶ - درگذشتهٔ ۱۷ فوریهٔ ۱۸۷۴) اخترشناس، ریاضیدان، آماردان و جامعه‌شناس بلژیکی بود.
وی رصدخانهٔ بروکسل را بنیاد گذارده و مدیریت نمود. کِتله در پیاده‌کردن روش‌های آماری در علوم اجتماعی نقش برجسته‌ای ایفا کرد.
کتله همچنین پژوهشهایی درزمینهٔ تندرستی همگانی انجام داد که برای نمونه یکی از پیشنهادهای وی در این زمینه به نام نمایهٔ جِرم بدن (یا نمایهٔ کتله) تا امروز استفاده می‌شود. این نمایه درزمینهٔ آمار چاقی در جامعه روشی استاندارد و کارآمد است.